# Diócesis de Malaybalay
La diócesis de Malaybalay (en latín: Dioecesis Malaibalaiensis, en inglés: Roman Catholic Diocese of Malaybalay y en cebuano: Diyosesis sa Malaybalay) es una circunscripción eclesiástica de la Iglesia católica en Filipinas. Se trata de una diócesis latina, sufragánea de la arquidiócesis de Cagayán de Oro. Desde el 29 de junio de 2021 su obispo es Noel Portal Pedregosa.

## Territorio y organización
La diócesis tiene 8294 km² y extiende su jurisdicción sobre los fieles católicos de rito latino residentes en la provincia de Bukidnon (excepto el municipio de Malitbog) en la región de Mindanao del Norte y el municipio de Wao en la Lánao del Sur de la región autónoma de la Nación Mora en el Mindanao Musulmán.
La sede de la diócesis se encuentra en la ciudad de Malaybalay, en donde se halla la Catedral de San Isidro Labrador.
En 2019 en la diócesis existían 54 parroquias.

## Historia
La prelatura territorial de Malaybalay fue erigida el 25 de abril de 1969 con la bula Ut commodis del papa Pablo VI, obteniendo el territorio de la arquidiócesis de Cagayán de Oro.
El 15 de noviembre de 1982 la prelatura territorial fue elevada a diócesis con la bula Cum Decessores del papa Juan Pablo II.

## Estadísticas
Según el Anuario Pontificio 2020 la diócesis tenía a fines de 2019 un total de 1 408 490 fieles bautizados.
| Año                                                                             | Población            | Población | Población      | Sacerdotes | Sacerdotes    | Sacerdotes    | Bautizados por sacerdote | Diáconos permanentes | Religiosos | Religiosos | Parroquias |
| Año                                                                             | Bautizados católicos | Total     | % de católicos | Total      | Clero secular | Clero regular | Bautizados por sacerdote | Diáconos permanentes | Varones    | Mujeres    | Parroquias |
| ------------------------------------------------------------------------------- | -------------------- | --------- | -------------- | ---------- | ------------- | ------------- | ------------------------ | -------------------- | ---------- | ---------- | ---------- |
| 1970                                                                            | 234 179              | 282 228   | 83.0           | 28         | 1             | 27            | 8363                     |                      | 27         | 41         | 21         |
| 1980                                                                            | 495 000              | 596 000   | 83.1           | 39         | 11            | 28            | 12 692                   |                      | 35         | 61         | 29         |
| 1990                                                                            | 671 000              | 756 000   | 88.8           | 54         | 32            | 22            | 12 425                   |                      | 28         | 83         | 36         |
| 1999                                                                            | 959 803              | 1 141 144 | 84.1           | 65         | 46            | 19            | 14 766                   |                      | 24         | 98         | 40         |
| 2000                                                                            | 1 012 867            | 1 141 080 | 88.8           | 67         | 49            | 18            | 15 117                   |                      | 23         | 100        | 40         |
| 2001                                                                            | 1 033 631            | 1 486 702 | 69.5           | 65         | 51            | 14            | 15 902                   |                      | 18         | 111        | 40         |
| 2002                                                                            | 1 066 709            | 1 523 870 | 70.0           | 65         | 53            | 12            | 16 410                   |                      | 26         | 101        | 40         |
| 2003                                                                            | 1 077 376            | 1 539 108 | 70.0           | 71         | 59            | 12            | 15 174                   |                      | 28         | 97         | 40         |
| 2004                                                                            | 1 088 855            | 1 338 621 | 81.3           | 73         | 62            | 11            | 14 915                   |                      | 41         | 94         | 40         |
| 2013                                                                            | 1 281 000            | 1 588 000 | 80.7           | 107        | 89            | 18            | 11 971                   |                      | 42         | 140        | 47         |
| 2016                                                                            | 1 342 000            | 1 645 000 | 81.6           | 98         | 86            | 12            | 13 693                   |                      | 54         | 143        | 54         |
| 2019                                                                            | 1 408 490            | 1 726 520 | 81.6           | 97         | 84            | 13            | 14 520                   |                      | 30         | 147        | 54         |
| Fuente: Catholic-Hierarchy, que a su vez toma los datos del Anuario Pontificio. |                      |           |                |            |               |               |                          |                      |            |            |            |

## Episcopologio
- Francisco Funaay Claver, S.J. (18 de junio de 1969-14 de septiembre de 1984 renunció)
- Gaudencio Borbon Rosales (14 de septiembre de 1984 por sucesión-30 de diciembre de 1992 nombrado arzobispo de Lipá)
- Honesto Chaves Pacana, S.J. (12 de enero de 1994-18 de febrero de 2010 retirado)
- José Araneta Cabantan (18 de febrero de 2010-23 de junio de 2020 nombrado arzobispo de Cagayán de Oro)
- Noel Portal Pedregosa, desde el 29 de junio de 2021.